# جائزة الأمير محمد بن فهد لأفضل أداء خيري
جائزة الأمير محمد بن فهد لأفضل أداء خيري جائزة سعودية تهدف إلى تقدير وتعزيز دور المؤسسات الخيرية في الوطن العربي، وبالتالي رفع مستوى أداء القطاعات غير الربحية، تقدمها مؤسسة الأمير محمد بن فهد للتنمية الإنسانية، بالتعاون مع المنظمة العربية للتنمية الإدارية التابعة لجامعة الدول العربية، وتُمنح الجائزة لكلًا من المؤسسات الكبيرة، المتوسطة، والصغيرة، بقيمة إجمالية تصل إلى 300,000 دولار لـ 23 مؤسسة في كل دورة، وذلك وفق شروط ومعايير تحددها لجنة الجائزة التي يرعاها الأمير محمد بن فهد رئيس مجلس أمناء مؤسسة التنمية الإنسانية.

## فروع الجائزة
- المؤسسة الكبيرة (3 جوائز)
- المؤسسة المتوسطة (10 جوائز)
- المؤسسة الصغيرة (10 جوائز)[4]